# Bosistoa monostylis
Bosistoa monostylis là một loài thực vật có hoa trong họ Cửu lý hương. Loài này được (Bailey) T.G.Hartley mô tả khoa học đầu tiên năm 1977.